# Tachycixius osellai
Tachycixius osellai är en insektsart som först beskrevs av Dlabola 1981.  Tachycixius osellai ingår i släktet Tachycixius och familjen kilstritar.
Artens utbredningsområde är Italien. Inga underarter finns listade i Catalogue of Life.